# Adenophora trachelioides
Adenophora trachelioides là loài thực vật có hoa trong họ Hoa chuông. Loài này được Carl Johann Maximowicz mô tả khoa học đầu tiên năm 1859.